# Повітрянодесантні війська Німеччини
Пові́трянодеса́нтні війська́ Німе́ччини (нім. Fallschirmjäger) — високомобільний елітний рід військ Збройних сил Німеччини, який складається з військових з'єднань, частин і підрозділів легкоозброєної піхоти, що призначені для доставки повітрям у тил противника та ведення активних бойових дій у його тиловій смузі. Вперше в складі Збройних сил країни парашутні підрозділи були сформовані всередині 1930-х років; однак чіткого розподілу між видами збройних сил визначено не було, тому війська входили як до складу Сухопутних військ, так й до складу Люфтваффе і навіть Ваффен-СС. Після війни та створення цих військ, як у Західній так й у Східній Німеччині, парашутні частини утворювалася в складі сухопутних військ. Десантний компонент ННА після розпаду соціалістичної Німеччини та об'єднання Німеччини розпущений.
За станом на 1 червня 2013 Збройні сили Федеративної Республіки Німеччини мали у складі Бундесверу одну дивізію спеціальних операцій (нім. Division Spezielle Operationen) та одну дивізію аеромобільних операцій (нім. Division Luftbewegliche Operationen).

## Зародження й формування ПДВ Німеччини
Німецьке військове відомство на чолі командувачем Люфтваффе й міністром авіації Рейху рейхсмаршалом Г.Герінгом цікавилося розвитком парашутних частин в інших країнах ще з середини 30-х років. Потенціал нового роду військ якнайкраще вписувався в концепцію бліцкригу: проведення блискавичних глибоких наступальних операцій із проривом у глибину розташування противника потужних танкових клинів із одночасним застосуванням повітряного десанту, який мав швидко захопити та утримувати до підходу основних сил стратегічні об'єкти — важливі райони місцевості, мости, укріплені райони, вузли зв'язку, важливі острови тощо.
Формування парашутних частин почалося практично одночасно як у сухопутних військах, так і у повітряних силах Третього Рейху. 1 жовтня 1935 року поліцейський загін особистої охорони генерала Германа Герінга був переведений до складу Люфтваффе як окремий полк «General Göring». Таким чином, у складі полку «Генерал Герінг» був сформований 1-й піхотний (парашутний) батальйон, згодом розгорнутий у полк. Значна кількість бійців нової частини пройшли серйозне бойове загартування під час кровопролитної війни в Іспанії у складі відомого «Легіону Кондор».
29 січня 1936 року був офіційно виданий наказ на створення повітрянодесантної частини в складі повітряних сил Третього рейху.

## Погляди на застосування парашутних військ та початок їх формування
В основі усіх найбільших повітрянодесантних операцій, проведених німецькими десантниками, лежала головна ідея: атакою з повітря створити кілька опорних пунктів, аби зламати зсередини систему оборони противника, в подальшому, зосередивши на одному з створених опорних пунктів усі наявні сили, завдати ударів по усім слабким місцям в обороні противника, та «розтектися» подібно чорнильній плямі в тилу противника. Цій тактиці — «тактиці чорнильної плями» — німці віддавали перевагу в усіх повітрянодесантних операціях на противагу «тактиці килима», що застосовувалася союзниками та полягала в тому, що на місцевості, яка підлягала захвату, парашутисти від самого початку розкидалися рівномірно. «Тактика чорнильної плями» виправдала себе як у Голландії та Бельгії, так й на Криті.

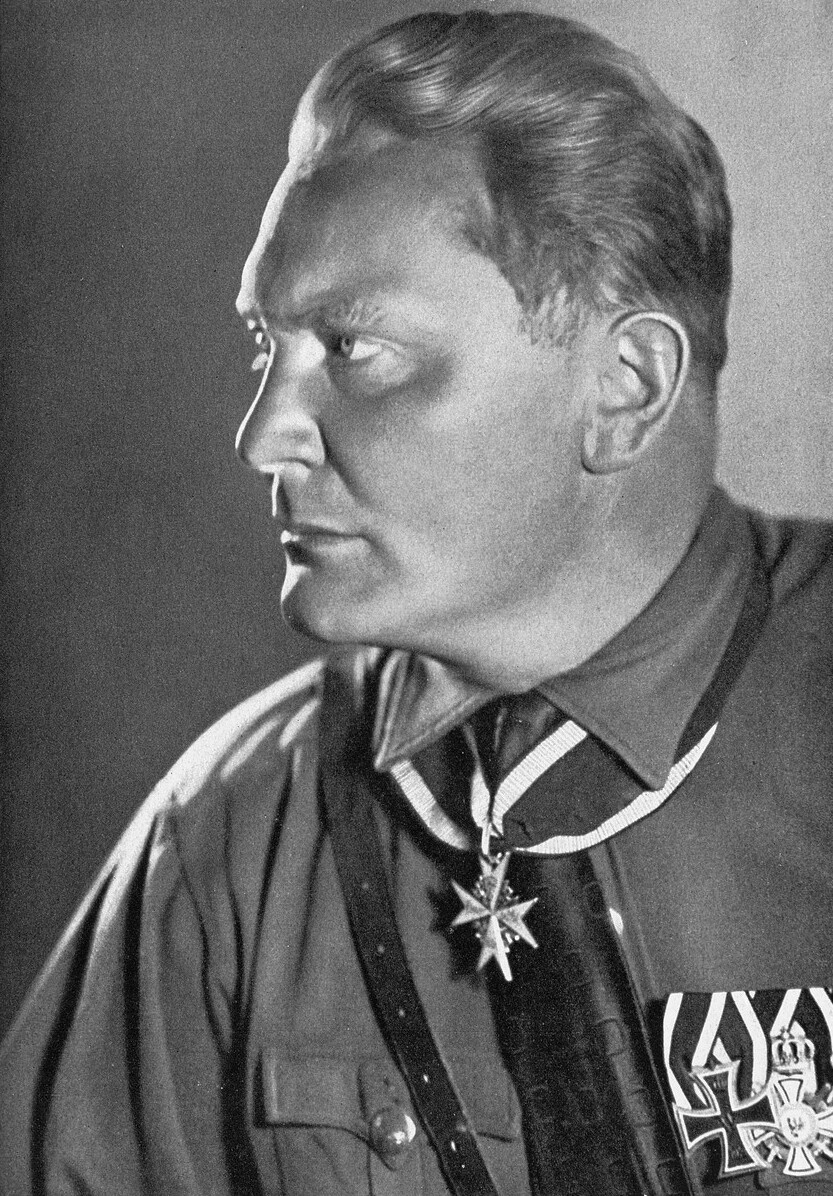
Герман Герінг

Родоначальник повітрянодесантних військ Німеччини генерал-полковник Курт Штудент

До кінця 1939 року батько німецького десанту генерал-майор Курт Штудент сформував першу велику бойову одиницю десантних військ — 7-му авіадивізію. З осені 1937 року, під час Судетської кризи планувалося застосування десантників Штудента. 1 жовтня 1938 мав початися похід проти Чехословаччини, але до бойових дій так і не дійшло: «Мюнхенська змова» керівників Англії та Франції з Гітлером поставила чехів перед необхідністю капітуляції.
1 січня 1939 року парашутний батальйон сухопутних військ був переданий до складу Люфтваффе, й згодом був розгорнутий у 3-й парашутний полк) та в подальшому спрямований на посилення 7-ї авіадивізії. З цього часу набір особового складу, навчання, забезпечення й оперативне керівництво німецькими парашутистами повністю перейшли під контроль Люфтваффе.
Друга створена дивізія — 22-га планерна — була звичайним піхотним з'єднанням, натренованим і екіпірованим для перекидання повітрям. Для штурмових операцій дивізія була не придатна й призначалася лише для швидкого посилення першої хвилі десанту у випадку захоплення парашутистами придатних для висадки майданчиків.
Навесні 1940 року, після проведення всебічної підготовки, німецькі збройні сили отримали у своє розпорядження потужний десантний компонент у складі 7-ї авіаційної (повітряної) і 22-ї піхотної (планерної) дивізій.

## Бойові операції

### Польща, Данія та Норвегія
Вперше німецькі парашутисти пішли в бій ще під час вересневої кампанії 1939 року. Щоправда, задіяні були тільки окремі десантні підрозділи, які закидалися в тил поляків з диверсійними й розвідувальними цілями (зокрема, у ході рейду через Віслу, коли парашутисти втратили кілька людей загиблими й пораненими у сутичці під містечком Воля-Гуловська). Основні сили повітрянодесантних військ, зосереджені на сілезьких аеродромах, що планувалися для захвату мостів та інших важливих об'єктів, так й не отримали наказу на виліт до Польщі — темпи наступу моторизованих колон Вермахту виявилися настільки високими, що важливі об'єкти захоплювалися авангардами сухопутних військ без участі парашутистів.
Справжнє бойове хрещення парашутисти отримали в ході норвезької кампанії 1940 року.
На самому початку вторгнення до Скандинавії мав діяти 1-й парашутний батальйон. Дві його роти мали захопити аеродром Форнебю неподалік столиці Норвегії Осло, і утримувати його до підльоту посадочного десанту з 163-ю піхотною дивізією. 3-тя рота повинна була захопити аеродромом Сола, головну базу норвезьких ВПС, а 4-та рота захопити два данські летовища у Ольборзі та Вординбурзький міст.
Вранці 9 квітня 1940 року розпочалася висадка десанту на територію Данії та Південної Норвегії. Й хоча практична реалізація завдань операції була дуже далека від запланованої, більш того німці зазнали великих втрат, однак задача була виконана. Набагато складніше та драматичніше розвивалися події в Північній Норвегії. В районі Нарвіка для деблокування гірських стрільців була скинута рота десантників. Однак, їх відразу ж виявили відступаючі норвезькі частини, які дали рішучу відсіч. Більша частина парашутистів загинула у збитих літаках. Ті, хто залишився у живих (близько 60 чоловік), окопалися на схилі гори, яку повинні були захопити, та продовжували вести бій у складних умовах ще 4 доби, поки не скінчилися усі боєприпаси. Після чого німецькі десантники, яких на той момент лишалося 34, були змушені здатися у полон.

### Французька кампанія (1940)
Після завершення Норвезької операції усі парашутні частини були спрямовані на участь у двох самостійних десантних операціях у Північній Бельгії та Голландії. Усього в операції було задіяне 6800 парашутистів; 7-ма й 22-га дивізії були зведені до імпровізованої повітрянодесантної корпусної групи під загальним керівництвом командувача 2-м повітряним флотом генерала А. Кессельрінга.

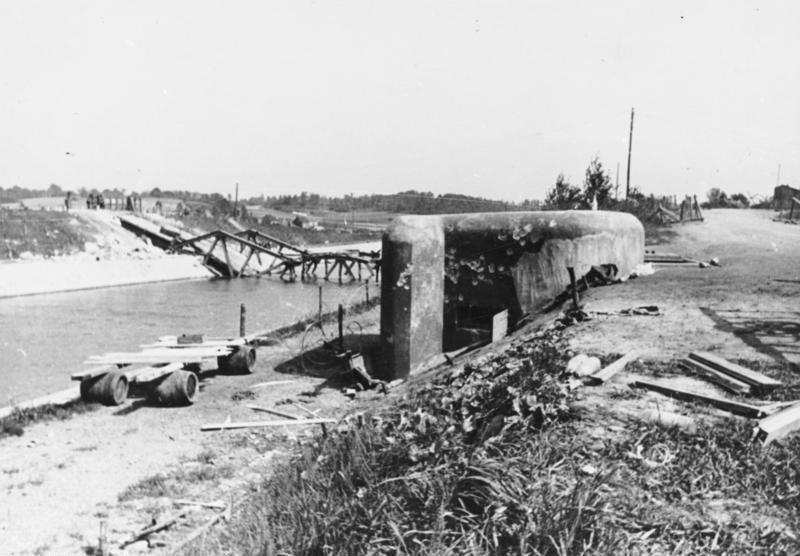
Форт Ебен-Емаель після бою. 23 травня 1940

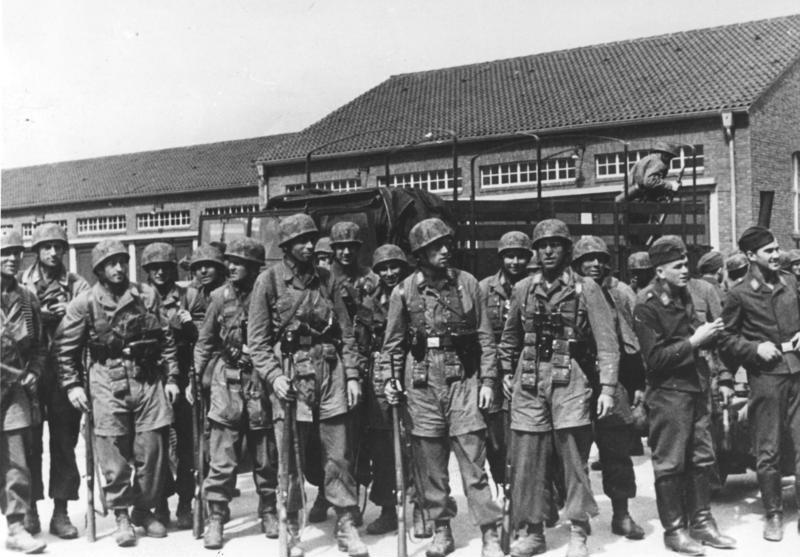
Німецькі парашутисти, які захопили неприступну фортецю

#### Десант на форт Ебен-Емаель
Вторгнення до Бельгії в травні 1940 року виявилося найбільш вражаючим тріумфом німецьких парашутистів. Під командуванням Штудента вони провели ретельно сплановану операцію з утворення пролому в системі потужних оборонних укріплень на бельгійському кордоні, що будувалася з урахуванням досвіду Першої світової війни. Її ядром був прикордонний надпотужний форт Ебен-Емаель та фортеці Льєж і Антверпен.
Для захоплення форту Ебен-Емаель Штудент створив спеціальний штурмовий загін на чолі з гауптманом Вальтером Кохом. Загальна чисельність загону, що поділявся на 4 групи, склала 11 офіцерів, а також 427 унтер-офіцерів і солдат. Основна штурмова група «Граніт», чисельністю 85 чоловік, під командуванням сапера оберлейтенанта Р.Вітціга призначалася для безпосередньої атаки форту. Група «Сталь» призначалася для захоплення Вельдвезельтського мосту, група «Бетон» — Вренховенського мосту, група «Залізо» — Каннського мосту.
Рано-вранці 10 травня 1940 розпочалася висадка десанту на визначені цілі. Висадка пройшло вдало — й атака об'єктів розпочалася без гаяння часу. З цього моменту для гарнізону Ебен-Емаль почалося справжнє пекло. Гарнізон Ебен-Емаль, який багаторазово переважав німців за чисельністю (1200 осіб) у відкритий бій з супротивником вступити не зміг — усі виходи були зруйновані та заблоковані, гармати виведені з ладу. Німці протрималися у форті всю ніч з 10 на 11 травня, доки до них не підійшло підкріплення. Отримавши допомогу, німці розпочали штурм укриттів й гармат противника, що залишалися. Незабаром форт капітулював, усього за 24 години від початку вторгнення до Бельгії, відкривши тим самим дорогу німецьким військам углиб країни.

#### Голландія
На «фортецю Голландія» було вирішено скинути кілька десантів. Якщо чисельність угрупування, виділеного проти Бельгії, не перевищувала 500 чоловік, то на Нідерланди десантувалося учетверо більше парашутистів, не враховуючи 22-ї авіадивізії, що призначалася для посилення десанту першої хвилі. Основними цілями десанту були мости у Мурдейку та Дордрехті, а також аеродроми у Ваалхавені, де висаджуватиметься 22-га дивізія та Валкенбюрзі. Попри те, що парашутисти потрапили під вогонь безпосередньо під час приземлення, їм пощастило у ході короткого бою захопити свої цілі: вони практично миттєво захопили мости й утримували їх до підходу основних сил.
На аеродромі у Валкенбурзі усе склалося набагато гірше. Голландці, що очікували напад з повітря, відкрили вогонь по літаках парашутистів, коли ті з'явилися в зоні видимості. Втративши кілька десятків літаків, німці почали висадку другого ешелону посадочним способом. Однак лісовий ґрунт аеродрому виявився занадто м'яким, а посадочна смуга була загороджена в'язками колод, завбачливо встановленими голландцями. Після перекидання декількох літаків німці змушені були відступити. А через запеклий опір голландців довелося відступити й тим парашутистам, яким вдалося висадитися.
Незважаючи на окремі складнощі та локальні провали, застосування повітрянодесантних військ у війні проти країн Заходу завершилася грандіозним успіхом, досягнутим ціною невеликих втрат — 290 убитих, 480 поранених і 439 зниклих безвісти. Потужна підтримка з боку парашутистів стала основним фактором успіху бліцкригу. Головний висновок із цієї кампанії — фактором успіху був стрімкий підхід головних сил на допомогу частинам, які висадилися.
Успіхи 7-ї повітряної дивізії в Голландії та Північній Бельгії спонукали німецьке верховне командування збільшити чисельність парашутних військ. На початку літа 1940 року XI повітряний корпус перетворений на парашутний, який очолив Курт Штудент.

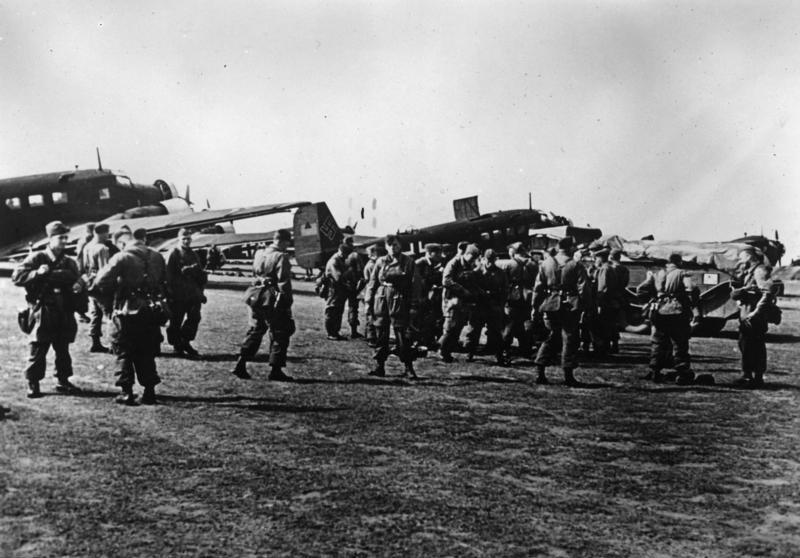
Німецький десант перед висадкою на Коринфський канал

### Операція «Маріта»
У квітні 1941 року після скасування плану вторгнення в Англію парашутистів направили на Середземноморський театр воєнних дій, де вони взяли участь у вторгненні в Грецію. В ході битви, частини греків та союзників були розгромлені, й прагнули відступити до Пелопоннесу, де організувати оборону на материковій частині Греції, з'єднаної з материком вузьким перешийком Істм. Німецьке командування вирішило зірвати план супротивника та «запечатати» його на півночі від Коринфського каналу, зайнявши перешийок раніше за англійців. В операції взяли участь 2 батальйони 2-го парашутного полку, які повинні були десантуватися на обидві сторони мосту.
Десантна операція розпочалася 26 квітня 1941 о 5:00 ранку висадкою з 40 транспортних літаків Ю-52 десанту на північних і південних берегах каналу. Й хоча в ході бою союзникам вдалося підірвати міст через перешкоду, результатом операції стало захоплення плацдарму на південному березі Коринфського каналу й блокування значних сил англійців і греків (близько 12 000 потрапило в полон). Втрати парашутистів склали 80 чоловік убитими й зниклими безвісти, 160 отримали поранення. Замість висадженого мосту за два дні німецькі сапери навели понтонну переправу, якою на південь материкової Греції ринулися німецькі танки.

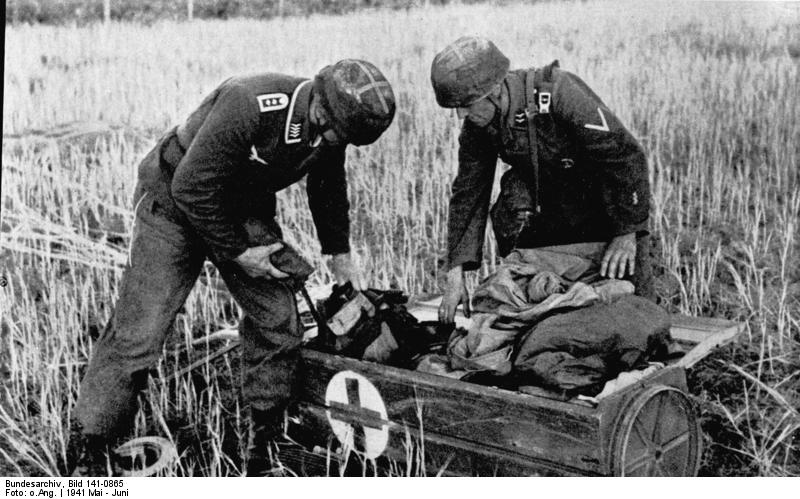
Десантники на Криті. Операція «Меркурій». Травень 1941

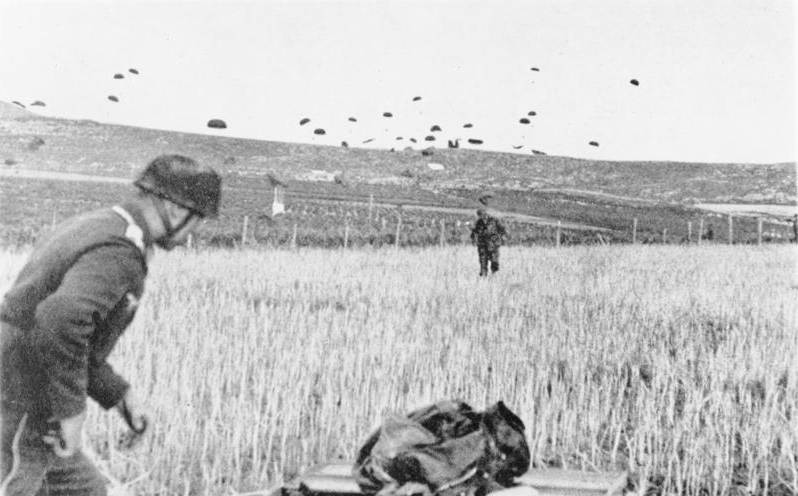
Десантники на Криті. Операція «Меркурій». Травень 1941

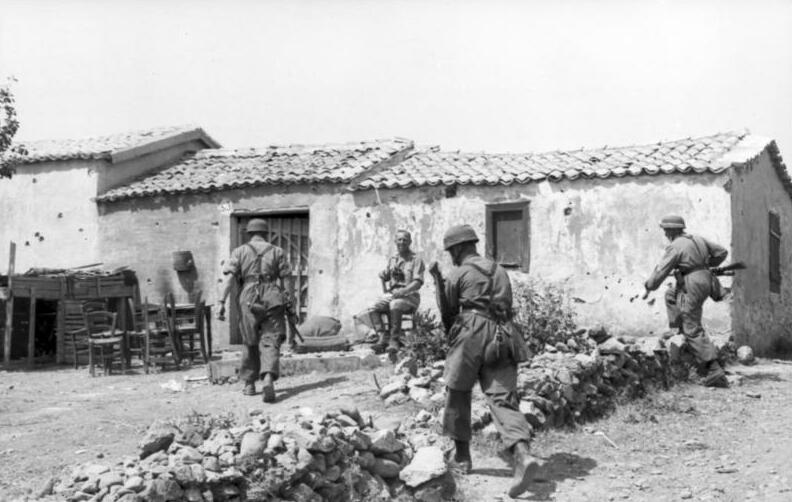
Десантники на Криті. Операція «Меркурій». Травень 1941

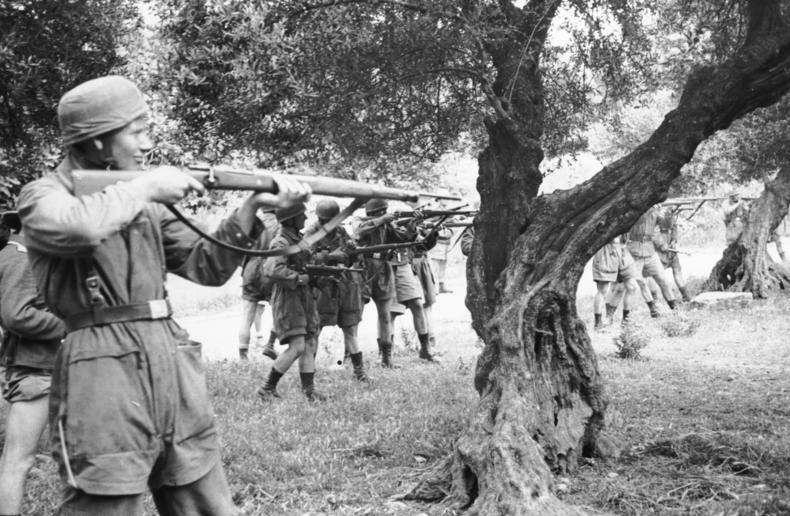
Десантники на Криті. Операція «Меркурій». Травень 1941

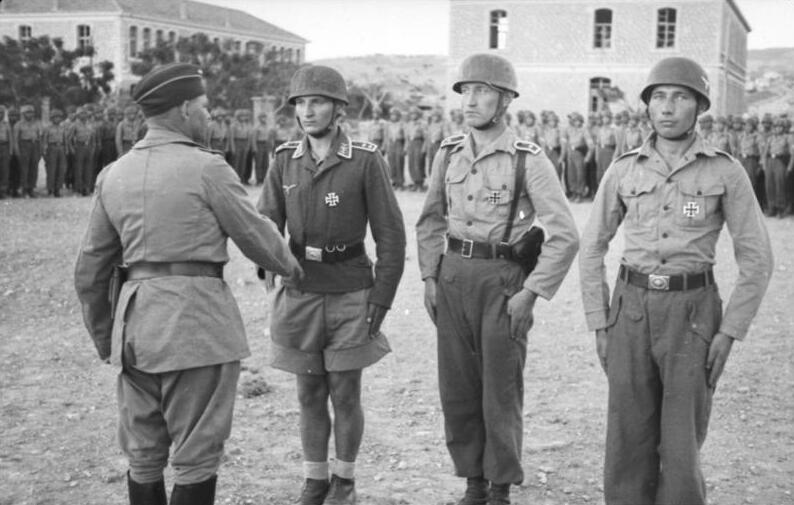
Нагородження учасників десанту на Крит. 9 липня 1941

#### Десант на Крит
У період з 20 травня по 1 червня 1941 німцями була проведена одна з найбільших важливих та резонансних операцій в історії десантних військ — операція «Меркурій».
Повітрянодесантна операція під кодовою назвою «Меркурій» була проведена німецькими військами з метою захоплення грецького острову Крит. Плануючи захват Криту, німецьке командування переслідувало цілі: позбавити британські війська одного з важливих опорних пунктів у Середземномор'ї і створити базу для надання допомоги Африканському корпусу генерала Е. Роммеля в наступі на Єгипет.
Захоплення Криту планувалося здійснити шляхом висадки масових повітряних, а також морських десантів при широкій авіаційній підтримці. Реалізація завдань масштабної операції на Крит покладалася на командування 4-го повітряного флоту (8-й і 9-й повітряні корпуси) під командуванням генерал-полковника А. Лера. З повітря десантувалися 7-ма повітряна та 5-та гірсько-піхотна дивізії, а також полк 6-ї гірсько-піхотної дивізії.
Зранку 20 травня 1941 року розпочалася одна з ключових операцій Другої світової війни. Незважаючи на контраверсійність поглядів на результати цієї операції за досягненням своїх цілей, ця десантна операція стала абсолютно успішною, але ціна, яку німці заплатили за захват острову була така висока, що німці до кінця війни вже більше ніколи не застосовували повітряний десант у таких масштабах.
На сьогодні операція Криту залишається першою і однією з найбільш масштабних повітрянодесантних операцій у світовій історії. Хоча операція «Маркет Гарден» 1944 року є наймасштабнішою за своїми цілями та завданнями, проте в ній із самого початку були також задіяні танкові частини і з'єднання, тоді як на Крит висаджувалися тільки повітрянодесантні підрозділи і вони виконували основне завдання в ході проведення всієї операції.
Втрати, зазнані десантниками при висадці на добре укріплений острів з великим гарнізоном, що готувався до відбиття нападу з повітря, практично знекровили війська Штудента: за два тижні боїв 7-ма та 5-та дивізії й, крім того, корпусні частини XI авіакорпусу втратили 2 124 загиблими (у тому числі командира 7 пдд — генерал-лейтенанта Зюсмана), 1 917 чоловік зниклі безвісти, 2 640 було поранено та 17 було захоплено в полон. З майже 800 військово-транспортних літаків, що брали участь в операції, в строю лишилося 185.
Захоплення німцями Криту призвело до критичного ослаблення позицій Великої Британії в басейні Середземного моря уперше з 1797 року. Крім того, це був один з найблискучіших успіхів повітрянодесантних військ взагалі. Але, Гітлер заборонив надалі проводити великомасштабні десанти, враховуючи втрати, понесені десантниками. Як наслідок, елітні війська опинилися не при справах і аж до кінця війни воювали як добірна піхота.

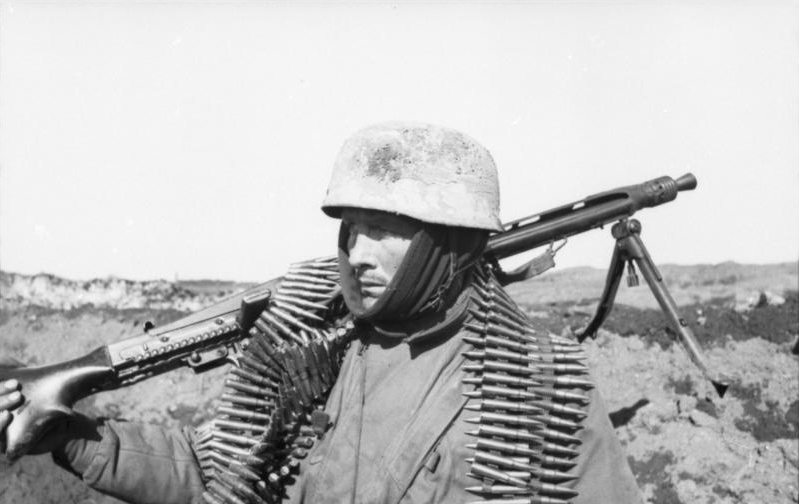
Німецький парашутист з кулеметом MG-42. XI повітряний корпус. Радянсько-німецький фронт. 1943

Остання велика операція німецьких повітрянодесантних військ дала могутній поштовх до народження аналогічних підрозділів в інших країнах, зокрема в Англії та США, де раніше до цього роду військ ставилися з презирством.

### 1941—1945

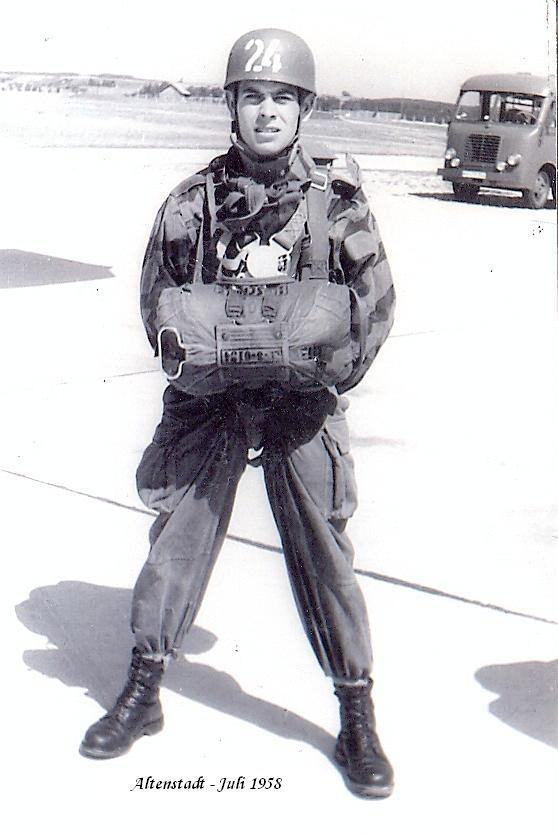
Парашутист 1-ї повітряно-десантної дивізії Бундесверу з основним парашутом T-10 та запасним T-7A. 1958

Десантування німецького десанту з транспортного літака MC-130. Штутгарт. 9 грудня 2009

У період 1941 — 1945 німецьке командування сформували 14 парашутних дивізій (з 1-ї по 11-ту та з 20-ї по 22-гу), три корпусних командування та навіть командування 1-ї парашутної армії, а також декілька окремих бригад, бойових груп і одну імпровізовану дивізію змішаного складу, створену в Північній Африці 1943 року. У новій для себе якості десантники боролися як і раніше вкрай непохитно, заслуживши поважне прізвисько «зелених дияволів», яким їх нагородили англійські та американські вояки.
Відповідну повагу з боку німецьких парашутистів продемонструвала перша ж їх зустріч віч-на-віч з десантниками противника. Під час висадки британського десанту в Тунісі деякі британці отримали серйозні травми та були відразу захоплені німцями. Замість того аби поводитися з ними, як того вимагала особлива директива Гітлера, яка прирівнювала будь-якого іноземного військовослужбовця, який спускався з парашутом, до злочинця й терориста, та підлягав негайному знищенню, німецькі десантники надали пораненим британцям медичну допомогу, залишили запаси їжі, води та цигарок і передали під варту.
Коли ж охоронці (військовослужбовці однієї з танкових дивізій) вирішили було виконати наказ Гітлера та розстріляти полонених, десантники знову взяли ув'язнених під свій захист. Командир десантного батальйону пішов навіть на те, що відправив британців у табір військовополонених в Італії, причому у супровідних документах нічого не говорилося про їхню належність до повітрянодесантних військ. Як наслідок, поранені в Тунісі британські десантники виявилися єдиними бійцями повітрянодесантних військ союзників, які потрапили в полон і залишилися в живих.
Наприкінці липня 1942 для дій в Африці була сформована так звана бригада Рамке в складі чотирьох посилених батальйонів, які також називалися «бойовими групами». Навесні 1943 року із залишків бригади Рамке була створена 2-га парашутна дивізія, що мала таку ж організацію, як і 7-ма повітряна дивізія, перейменована тепер в 1-шу парашутну дивізію.
Після цього німецькі стрільці-парашутисти знайшли собі застосування лише у вересні 1943 року. Це була не велика десантна операція одного з'єднання, а цілий ряд невеликих акцій, які стали необхідними у зв'язку з висадкою десанту союзників у Сицилії та капітуляцією Італії.
Навесні 1942 року 7-ма дивізія, що застосовувалася як звичайна піхота під час блокади Ленінграду, зазнала значних втрат, у тому числі й серед ветеранів захоплення Криту, й була відправлена на південь Франції на переформування. 1-ша парашутна дивізія, як вона стала тепер називатися, перейшла під безпосереднє керівництво верховного командування й вирушила до Італії, де так і не змогла перешкодити наступу союзників, втративши до 9/10 свого особового складу. 3-й та 4-й її полки були передислоковані спочатку на Сицилію, а дедалі до континентальної Італії, для того щоб перешкодити висадці там союзних військ на Салернському плацдармі.
3-й парашутно-десантний полк брав участь у цих бойових діях разом з іншими частинами 1-ї парашутної дивізії. Одна бойова група 2-го парашутно-піхотного полку відразу ж після капітуляції Італії атакувала з повітря ставку італійського верховного командування у Монтеротондо. Друга бойова група раптовим ударом з повітря захопила острів Лерос в Егейському морі, а інші зайняли також острів Ельбу.

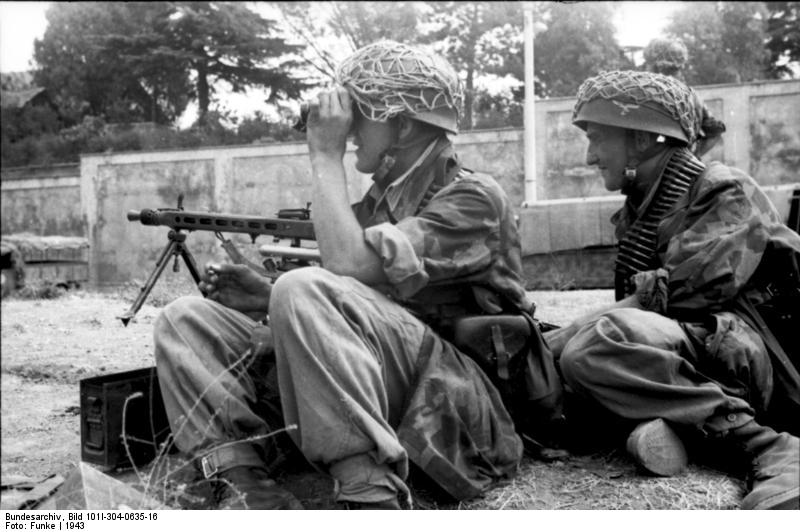
Десантники з кулеметом MG-42. Сицилія. 1943

12 вересня одна з рот 7-го полку у ході проведення операції «Дуб» разом із загоном командос оберштурмбанфюрера СС Отто Скорцені висадилися на планерах у високогірському районі Гран-Сассо та звільнила Муссоліні з ув'язнення у готелю «Кампо Імператоре».
1-ша парашутна дивізія, що залишилася після боїв під Салерно в Італії, розгорнулася на лінії Густава. Втративши в боях та під бомбардуваннями до дев'яти десятих свого складу, десантники утримували монастир Монте-Кассіно до 17 травня 1944, коли отримали наказ відступити слідом за залишками інших частин.
6 червня 1944 року, коли союзники висадилися у Нормандії, 3-тя та 5-та парашутні дивізії були перекинуті до Франції, де 3-тя зайняла позиції у Сен-Ло, а 5-та — між Мортанем і Аржантаном. До 11 червня для посилення оборони Бреста зі Східного фронту була підтягнута й 2-га парашутна дивізія. Переформована після нормандських боїв, вона потрапила в Рурський котел, де боролася до капітуляції Німеччини в травні 1945 року.
У ході наступу в Арденнах одна бойова група десанту отримала завдання зайняти проходи через важкодоступний гірський район Ейфель на дорогах Верв'є—Мальмеді й Ейпен —Мальмеді, аби забезпечити просування з'єднань 6-й танкової армії СС, яка наступала на Льєж. Тільки чверті всієї бойової групи вдалося досягти місця висадки. Ця невелика група людей, що загубилася в лісах, запекло боролася там протягом цілих шістьох днів доки не закінчилися боєприпаси і продовольство й солдати самі не змушені були розсіятися.
Усього в ході Другої світової війни близько 54 449 парашутистів загинуло та близько 8 000 зникло безвісти.
За часи Другої світової війни 134 десантники були удостоєні звання кавалерів Лицарського хреста Залізного хреста — 24 за участь в операціях на Заході, 27 — за Критський десант. Зі 134 осіб, 14 отримали Лицарський хрест з дубовим листям, 5 — з дубовим листям та мечами й 1 — з дубовим листям, мечами та діамантами.

### Парашутна частина військ СС
Керівництвом Ваффен-СС було зроблено декілька спроб створити власну парашутну частину. Причому основним поштовхом для прийняття такого рішення була операція з порятунку Б.Муссоліні восени 1943.
Цей підрозділ СС отримав назву — 500-й парашутно-десантний батальйон СС, до складу якого набиралися винятково добровольці, у тому числі й з числа есесівців, що були засуджені за дисциплінарні вчинки.
Восени-взимку 1943 особовий склад батальйон протягом трьох місяців брав участь у боях проти партизанів на території Югославії.
У середині квітня 1944 у батальйоні з'явився новий командир — СС-гауптштурмфюрер Курт Рибка й почалася підготовка до антипартизанської повітрянодесантної операції «Рессельшпрунг», яка мала за мету знищення штабу партизанського руху в Югославії й особисто маршала Йосипа Броз Тіто. Це була велика військова операція — крім парашутистів у ній брали участь частини 1-ї гірсько-піхотної дивізії, 7-ї дивізії СС «Принц Ойген», 92-й піхотний полк, хорватська піхотна дивізія, частина з'єднання «Бранденбург-800».
25 травня 1944 операція розпочалася з десантування есесівців поблизу району дислокації штабу партизанського руху. Висадивши близько 700 парашутистів німці раптово напали на югославів, проте, операція не досягла своєї мети. Штаб партизанського руху Югославії уцілів. Втрати парашутистів СС склали 400 чоловік.
У подальшому батальйон брав активну участь у боях у Прибалтиці, Угорщині, Східній Пруссії.
У грудні 1944 частина підрозділу брала участь в операції «Грейф» в Арденнах знову під командуванням О. Скорцені. Усього в ній брало участь понад 3 тисячі есесівців, переодягнених, у порушення міжнародних правил, в американську військову форму. Команда була забезпечена танками, американськими вантажівками й джипами. Їй ставилося завдання, вклинившись у бойові порядки противника, сіяти паніку серед союзників і проводити диверсійні акти.
Війну залишки батальйону закінчили в оточеному Берліні.

## Повоєнний розвиток

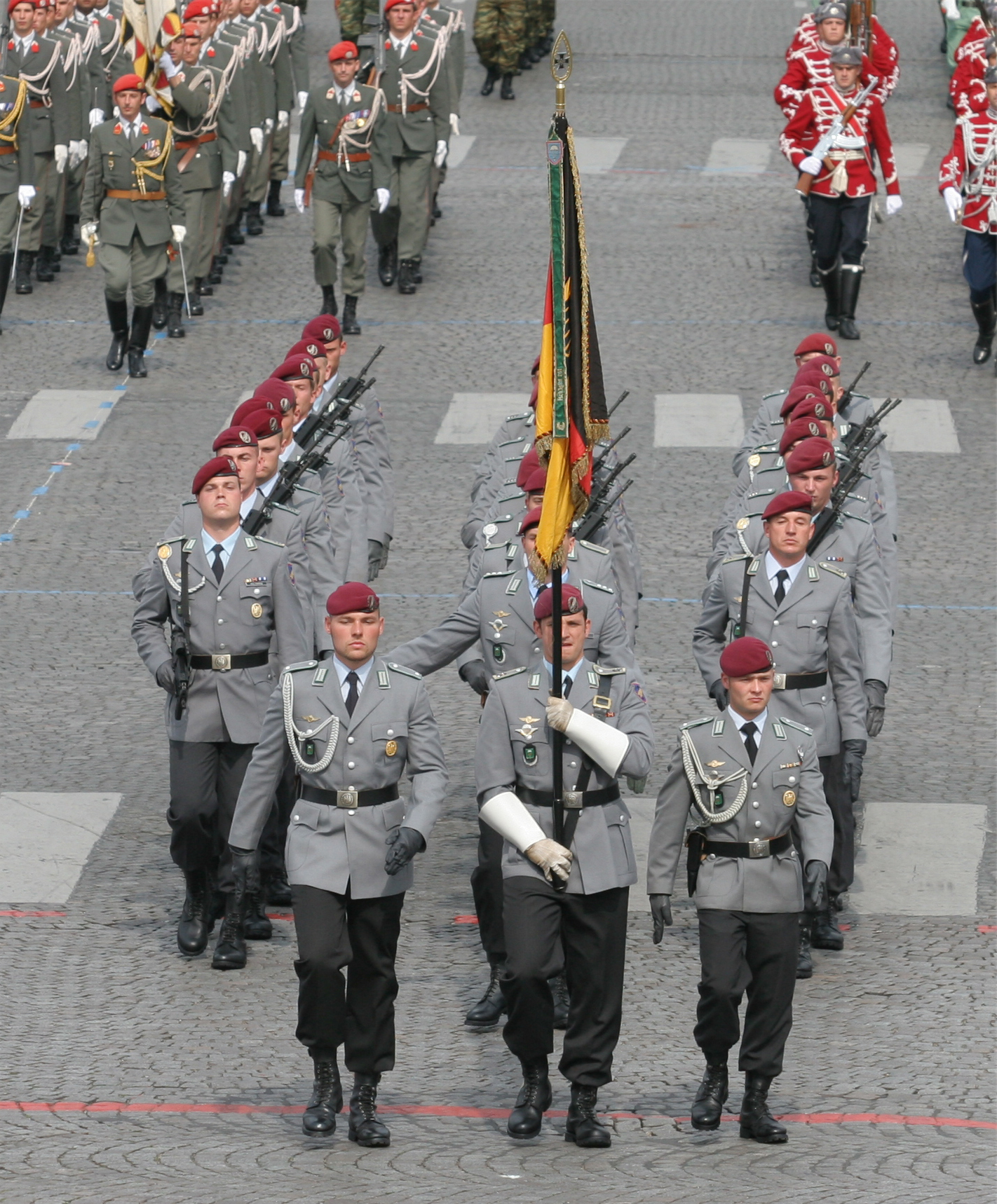
Парашутисти 26-ї бригади ФРН на параді в Парижі. 14 липня 2007

### Парашутні формування ФРН (до 1990 року)
Повітрянодесантні війська ФРН почали відновлюватися тільки після 1956 року, коли Західній Німеччині знову дозволили мати збройні сили; спочатку у вигляді бригади, яка незабаром збільшилася до розмірів дивізії. У 1958 році дивізія ця зайняла своє місце в структурах НАТО. Дивізія, загальною чисельністю 9430 військовослужбовців, складалася з 25-ї, 26-ї і 27-ї парашутно-десантних бригад (по 2800 осіб) і однієї резервної. Кожна бригада складалася з чотирьох парашутно-десантних батальйонів (чисельністю по 498 чоловік), батальйон — з п'яти рот (рота штабна і постачання, 3 парашутно-десантні та 1 протитанкова роти). До складу дивізії входили також три спеціалізовані роти, практично ідентичні аналогічним формуванням американських рейнджерів і з тими ж функціями. У роки «холодної війни» перед повітряним десантом ставилися виключно оборонні завдання. У випадку початку війни німецькі десантники повинні були затримати просування дивізій країн Варшавського пакту вглиб території країн НАТО.
Вони, втім, зберігали статус елітних підрозділів бундесверу, хоча жодного разу не брали участі у жодній бойовій операції.

### Повітряний десант НДР
Попри те, що Національна народна армія Німецької Демократичної Республіки (нім. Nationale Volksarmee) стала формуватися ще в 1956 році, перший підрозділ десантних військ, 5-й парашутний батальйон чисельністю 250 осіб з'явився в її складі лише 1962 року.

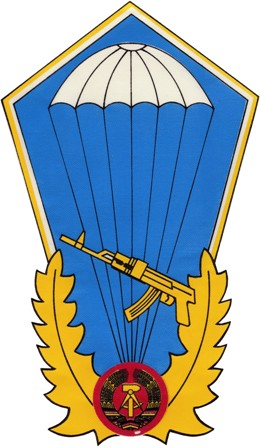
Нагрудний знак парашутиста НДР

Підготовкою бійців нової частини займалися радянські фахівці (під контролем яких перебувала у той період уся армія Східної Німеччини) і декілька ветеранів Другої світової війни. За 10 років назва батальйону мінялася двічі — спочатку він перейменований на 2-й батальйон, а в 1973 році названий на честь німецького героя-комуніста та став відомий як 40-й парашутний батальйон «Віллі Зангер».

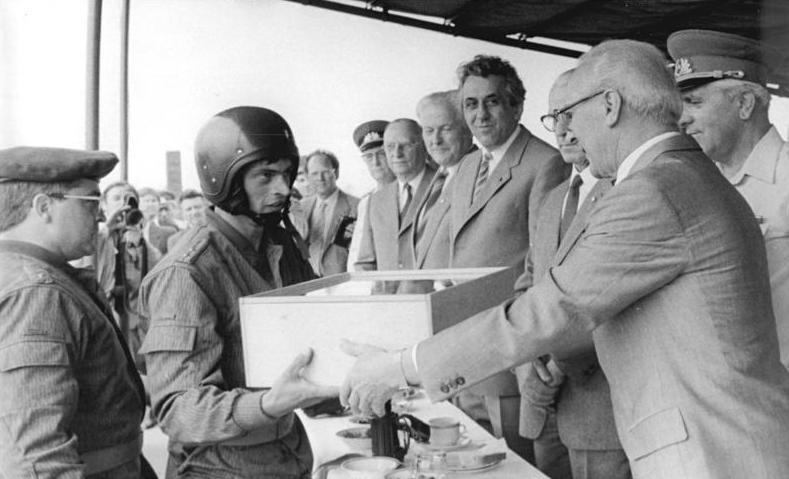
Генеральний секретар СЄПГ Еріх Гонеккер вручає цінний подарунок оберфенріху зі складу 40-го парашутного батальйону по завершенню військових навчань. 21 червня 1984

Батальйон, що базувався в Прора (на острові Рюген у Балтійському морі), розглядався як одна з найбоєздатніших частин країн Варшавського договору. Підрозділ підпорядковувався безпосередньо міністрові оборони Східної Німеччини. У 70-ті роки бійці батальйону брали участь практично у всіх закордонних операціях радянського блоку (зокрема у Сирії, а в 1977-1978 роки в Ефіопії), а також служили військовими радниками в ефіопських повітрянодесантних частинах. Існує інформація про те, що фахівці саме цього батальйону організовували й налагоджували роботу служб радіозв'язку в Лівії, Ефіопії й Анголі. На відміну від інших повітрянодесантних частин Варшавського блоку, 40-й батальйон, до завдань якого входила в першу чергу чисто розвідувальна й диверсійна діяльність у тилу військ НАТО, ніколи не мав у своєму розпорядженні важкого озброєння. Для виконання вищезазначених завдань бійці батальйону після висадки повинні були розділитися на команди по 4-12 чоловік, переодягнених у форму Бундесверу, і діяти рішуче й без усяких церемоній, подібно командос Скорцені часів Другої світової війни.
Підготовка бійців батальйону носила досить інтенсивний характер. Особлива увага при цьому приділялося фізичній підготовці й удосконалюванню навичок диверсійної діяльності.

## Парашутні формування Бундесверу

### Сучасні парашутні підрозділи, що входять до складуБундесверу
| Шеврон підрозділу                                       | Підрозділ                  | Місто       | Підпорядкованість          | Категорія         |
| ------------------------------------------------------- | -------------------------- | ----------- | -------------------------- | ----------------- |
| Internes Verbandsabzeichen Fallschirmjägerbataillon 261 | 261-й парашутний батальйон | Лебах       | 26-та аеромобільна бригада | сили вторгнення   |
| Internes Verbandsabzeichen Fallschirmjägerbataillon 263 | 263-й парашутний батальйон | Цвайбрюккен | 26-та аеромобільна бригада | сили вторгнення   |
| Internes Verbandsabzeichen Fallschirmjägerbataillon 313 | 313-й парашутний батальйон | Зедорф      | 31-ша аеромобільна бригада | сили вторгнення   |
| Internes Verbandsabzeichen Fallschirmjägerbataillon 373 | 373-й парашутний батальйон | Зедорф      | 31-ша аеромобільна бригада | сили стабілізації |

## Відео
- Fallschirmjager — Abgeschmiert aus 100 Metern — пісня німецьких парашутистів часів Другої світової
- Fallschirmjägers
- Fallschirmjäger — Paratroopers
- Fallschirmjager lied (German paratrooper song)
- Fallschirmjäger — Rot scheint die Sonne